# 15840 Hiroshiendou
15840 Hiroshiendou è un asteroide della fascia principale. Scoperto nel 1995, presenta un'orbita caratterizzata da un semiasse maggiore pari a 2,7891466 UA e da un'eccentricità di 0,1466874, inclinata di 10,26316° rispetto all'eclittica.